# Hanau
Hanau je grad u okrugu Main-Kinzig-Kreis, u Hessenu, Njemačka. Smješten je 25 km istočno od Frankfurta.

## Povijest
Hanau se prvi put spominje 1143., a kao grad 1303. godine.
Krajem 16. stoljeća, Philipp Ludwig II dopustio je protestantskim izbjeglicama iz Nizozemske da se nasele u blizini Hanaua. Oni su donijeli svoje vještine proizvodnje nakita. Iz tih razloga u gradu je i danas razvijena proizvodnja nakita.
U 19. stoljeću Neustadt (Novi Grad) spaja se s Hanauom. Tih je godina Hanau bio središte njemačkog demokratskog pokreta i značajno je doprinio u revoluciji 1830. i 1848. godine. Također, u gradu je 1848. osnovan Njemački gimnastički savez.
Hanau je koncem Drugog svjetskog rata gotovo u potpunosti uništen od strane britanskog zrakoplovstva. To se bombardiranje zbilo u ožujku 1945., samo nekoliko dana prije nego što ga je osvojila vojska SAD-a. Američka je vojska u gradu nakon rata pa sve do 2008. imala stacioniran veliki garnizon.
Danas mnogi stanovnici rade u tehnološkoj industriji ili u Međunarodnoj zračnoj luci u Frankfurtu, koja je udaljena samo 30 km.

## Položaj

### Gradske četvrti
| - Centar - Lamboy - Kesselstadt - Großauheim - Klein-Auheim | - Mittelbuchen - Steinheim - Wolfgang - Hohe Tanne - Wilhelmsbad |

## Stanovništvo
- Hanau je 6. grad po veličini u Hessenu. Nakon što od nedavno više nije administrativno središte Main-Kinzig-Kreisa (sad je to Gelnhausen), prijedlozi su da bi Hanau trebao biti zasebni okrug.

- Više od 20% stanovništva su stranci.

## Gradovi prijatelji
Hanau je prijatelj s 5 gradova:
- Dartford, Velika Britanija
- Tottori, Japan
- Jaroslavlj, Rusija
- Conflans-Sainte-Honorine, Francuska
- Francheville, Rhône, Francuska

Još je povezan s dva mjesta: 
- Waltershausen, Njemačka
- Pays de Hanau, Francuska

## Znamenitosti
- Njemačka kuća Goldsmiths (Goldschmiedehaus)
- Dvorac Philippsruhe
- Hanau-Wilhelmsbad
- Crkva Sv. Marije (Marienkirche)
- Valonsko-Nizozemska crkva (Wallonisch-Niederländische Kirche)

- Hanau-Wilhelmsbad
- Dvorac Philippsruhe u Hanauu
- Lav kod dvorca Philippsruhe
- Njemačka kuća Goldsmiths (stari grad Hanau)

## Poznati stanovnici
- Braća Grimm - napisali mnoge bajke i radili na njemačkom pravopisu.
- Tayfur Havutçu, turski nogometaš
- Paul Hindemith, skladatelj
- Rudi Völler, nogometaš, svjetski prvak 1990. i izbornik Njemačke 2002. godine.
- Wilhelm Wagenfeld, dizajner (1900. – 1990.)

## Šport
- Turngemeinde 1837 Hanau a.V. (TGH), jedan od najstarijih njemačkih sportskih klubova
- Hanauer Rudergesellschaft 1879 e.V. (HRG), jedan od najstarijih veslačih klubova
- 1.Hanauer FC 1893 e.V. (Hanau '93), najstariji nogometni klub u Hessenu.

## Vanjske poveznice
- Službena stranica (njem.)